# Desmosterol
Desmosterol é uma molécula semelhante ao colesterol. O desmosterol é o precursor imediato do colesterol na via de Bloch da biossíntese do colesterol. A 24-dehidrocolesterol redutase catalisa a redução do desmosterol a colesterol. É acumulado na desmosterolose.
Em 2014, foi nomeada a Molécula do ano de 2012 pela International Society for Molecular and Cell Biology and Biotechnology Protocols and Researches (Sociedade Internacional de Biologia Molecular e Celular e Protocolos e Pesquisas de Biotecnologia).